# John Adams Dix

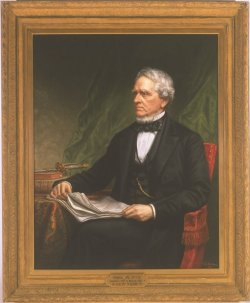
Porträtt av John Adams Dix

John Adams Dix, född 24 juli 1798 i Boscawen, New Hampshire, död 21 april 1879 i New York, var en amerikansk politiker och generalmajor i amerikanska inbördeskriget.
Dix tog värvning i artilleriet 14 år gammal, och deltog 1812-15 i kriget mot Storbritannien. 1820 blev han advokat och bosatte sig 1828 i New York. Han avancerade till kapten i United States Army. Han gifte sig 1826 med Catherine Morgan, adoptivdotter till kongressledamoten John J. Morgan. Svärfadern anställde Dix som inspektör av hans jordegendom i Cooperstown.
Han var ledamot av USA:s senat från New York 1845-1849. Han kandiderade inte till omval, eftersom han valde att kandidera till guvernör i stället. Han var förlorande kandidat i 1848 års guvernörsval för Free Soil Party.
Han tjänstgjorde som USA:s finansminister 1861 under president James Buchanan och deltog i inbördeskriget som generalmajor i nordstatsarmén. Han var USA:s minister i Frankrike 1866-1869.
Han var vd för Union Pacific Railroad 1863-1868 och guvernör i New York 1873-1874. Han lyckades inte bli omvald som guvernör och förlorade också sin kampanj till borgmästare i New York City 1876. Han dog i New York och hans grav finns på Trinity Church Cemetery på Manhattan.